# Politiebureau Vaals
Het Politiebureau Vaals is een voormalig politiebureau in de Nederlandse plaats Vaals. Het in 1995 opgeleverde gebouw van architect Wiel Arets geldt als een van de belangrijkste bouwwerken van deze architect. Het is een voorbeeld van minimalistische architectuur in Nederland.

## Ligging en bereikbaarheid
Het voormalige politiebureau ligt op een geaccidenteerd terrein aan de rand van de bebouwde kom van Vaals, op de hoek van de Lemierserberg (de doorgaande weg N278 van Maastricht naar Aken) en de Randweg (de toeristische route naar het Drielandenpunt). Ten zuidwesten van dit terrein ligt het Landal GreenParks resort Hoog Vaals; het dorp Vaals bevindt zich ten oosten hiervan. Aan de noordzijde ligt het Selzerbeekdal met op de achtergrond, op Duits grondgebied, de Schneeberg.
Voor het gemotoriseerde verkeer is er aan de oostzijde van het gebouw een verdiept aangelegde parkeerplaats voor een 25-tal voertuigen, toegankelijk vanaf de Randweg. Naast de parkeerplaats ligt de toegangsweg naar de brandweerkazerne, die hier omstreeks 2013 werd gebouwd. Voor voetgangers en fietsers is het gebouw bereikbaar via een hellingbaan vanaf de rotonde, waar de Randweg zich afsplitst van de N278, alsmede via een loopbrug vanaf de Oude Akerweg. Aan de oostzijde van de rotonde bevindt zich een bushalte waar diverse streekbussen halteren.

## Geschiedenis
Het politiebureau van Vaals was in de jaren 1980 en '90 gevestigd aan de Tyrellsestraat 13. In 1993 gaf de Politieregio Limburg-Zuid opdracht aan architectenbureau Wiel Arets Architects & Associates (WAA&A) een nieuw politiebureau te ontwerpen in Vaals. Hoofdaannemer was Van Zandvoort en constructeur Ingenieursburo A. Palte. Het bureau werd in 1995 in gebruik genomen.
Het compromisloze ontwerp van architect Wiel Arets riep zowel bijval als weerstand op. In 1996 werd het genomineerd voor de prestigieuze European Union Prize for Contemporary Architecture (Mies van der Rohe-Preis), een prijs die uiteindelijk gewonnen werd door Dominique Perraults Bibliothèque nationale de France, site François Mitterrand. De jury roemde de "samenvloeiende geest van openheid en beperking die van dit politiebureau uitgaat, dankzij de filmische opeenvolging van binnenkomst en programmatische ordening". Technisch bleek er echter een en ander mis. Het gebouw moest al na een paar jaar voor veel geld gerenoveerd worden. Eind 2019 werd het via een online-veiling verkocht voor ruim 350.000 euro.
Op 1 december 2020 sloot het politiebureau definitief de deuren. Een politiepost met beperkte openingstijden werd ingericht in het Von Clermonthuis, het gemeentehuis van Vaals, terwijl daarnaast gebruik gemaakt werd van tijdelijke kantoorunits op de gemeentewerf aan de Selzerbeeklaan. De koper van het voormalige politiebureau, een vastgoedondernemer uit Maastricht, deed jarenlang pogingen het door te verkopen. Eind 2024 verwierf een onbekende koper het gebouw. Door centralisatie en bezuinigingen werd de Vaalser politiepost later opgeheven, waarna deze opging in het basisteam Heuvelland.

## Beschrijving
Het voormalige politiebureau ligt op een perceel van 4.190 m² en bevat circa 700 m² kantoor- en opslagruimte. Het is opgebouwd uit drie parallel geplaatste rechthoekige volumes. Elke 'balk' heeft een andere lengte, breedte en hoogte. Ook het materiaalgebruik is zeer verschillend: beton overheerst, maar er is ook gebruik gemaakt van zink (oostelijke balk), hout (middelste balk) en beton en glas (westelijke balk). Het middelste, kleinste volume is met hout bekleed en vormt het verbindende element tussen de andere twee. Ook qua functies is er een driedeling: receptie en cellenblok (oostelijk deel), het technische en administratieve ruimten (middendeel) en individuele kantoorunits (westelijk deel). Vanuit de politiecellen hadden gevangenen uitzicht op de Abdij Sint-Benedictusberg, waar de monniken eveneens – on andere redenen – in cellen leven.
De drie volumes zijn speels geplaatst in het glooiende landschap, dat zoveel mogelijk in zijn oorspronkelijke waarde is gelaten: in de omringende weilanden grazen de koeien tot vlak bij het gebouw. Doordat het terrein naar het noorden toe afloopt, komen de twee grotere volumes als het ware uit de helling voort en lijken ze met hun 'snuit' boven het landschap te zweven. Een geknikte, betonnen hellingbaan die aan de zuidzijde overgaat in een voetgangersbrug, maakt het gebouw vanuit verschillende richtingen toegankelijk. De entree bevindt zich aan de oostzijde, midden in het zinken blok, vanwaar men door middel van een slimme zichtas de indeling van het gebouw in één oogopslag kan overzien.

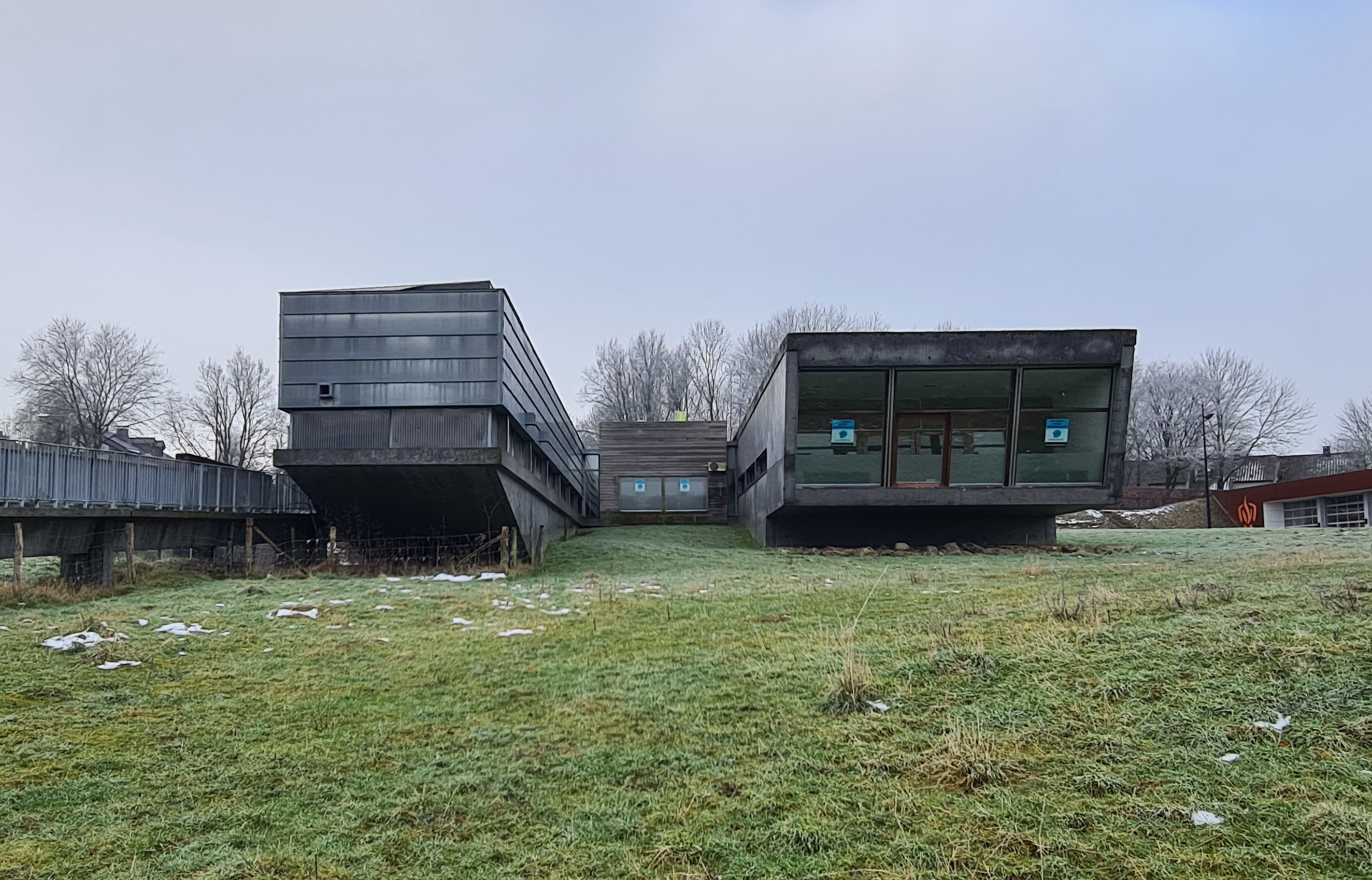
Noordzijde met hellingbaan
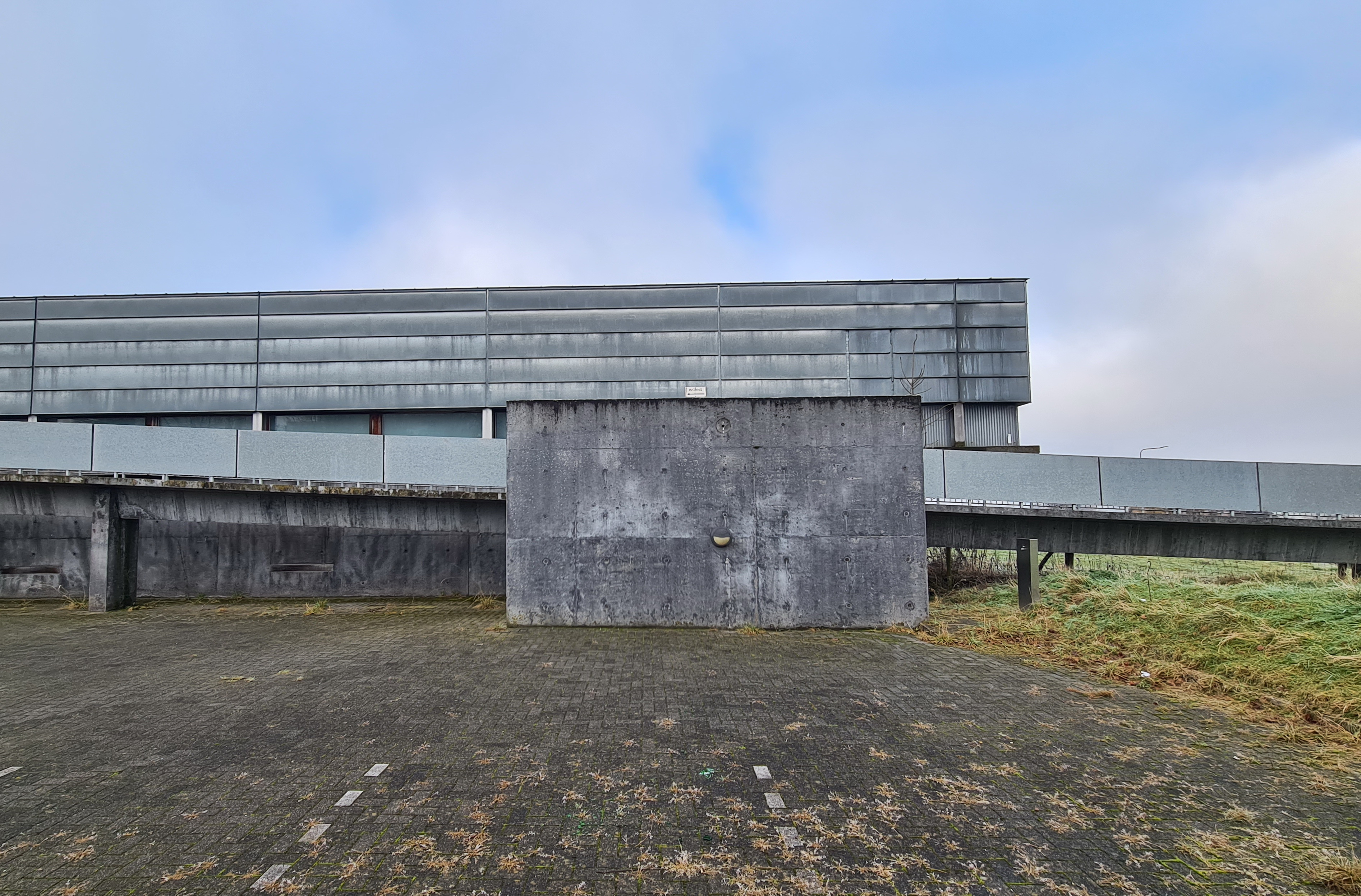
Detail oostzijde met hellingbaan
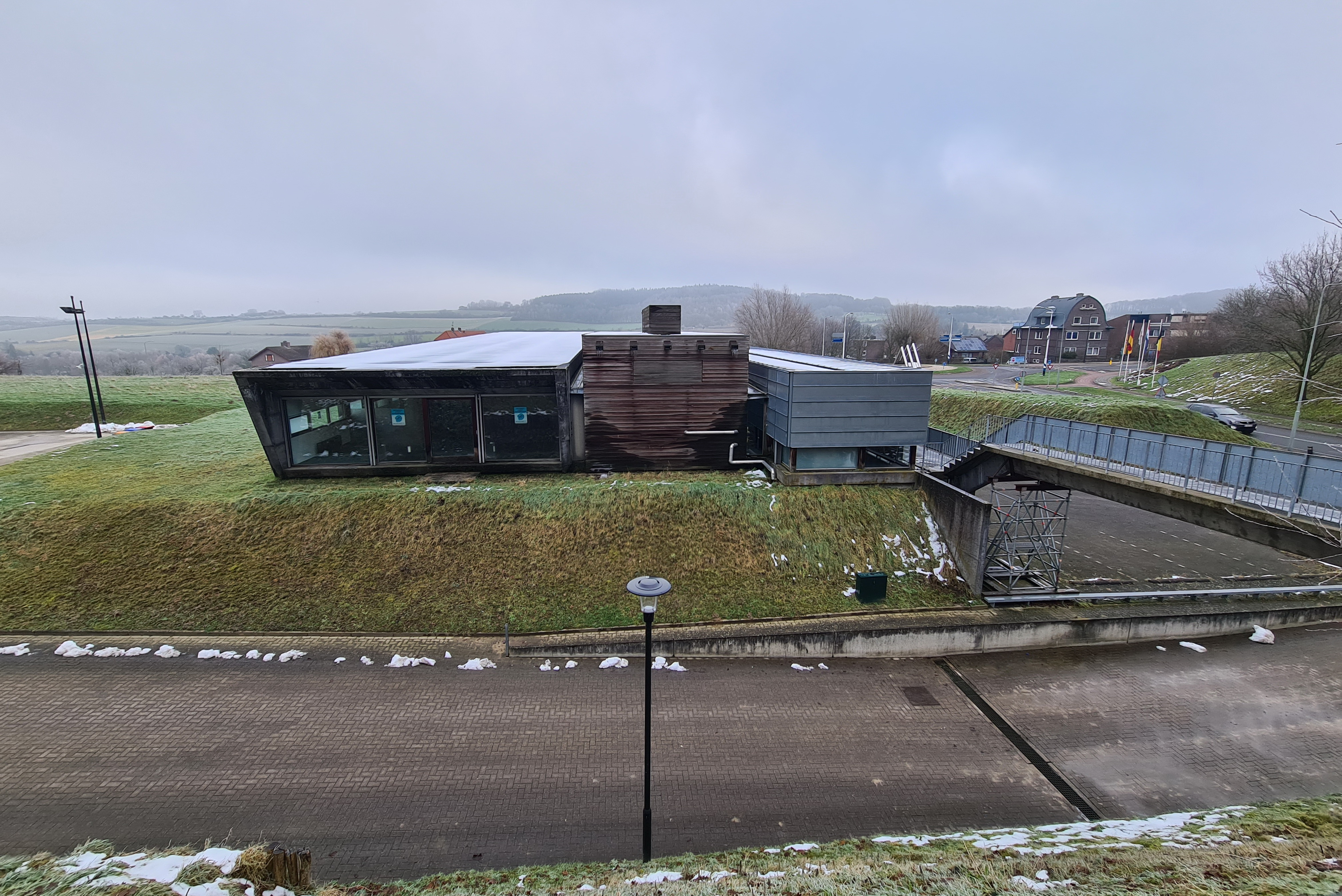
Zuidzijde met loopbrug
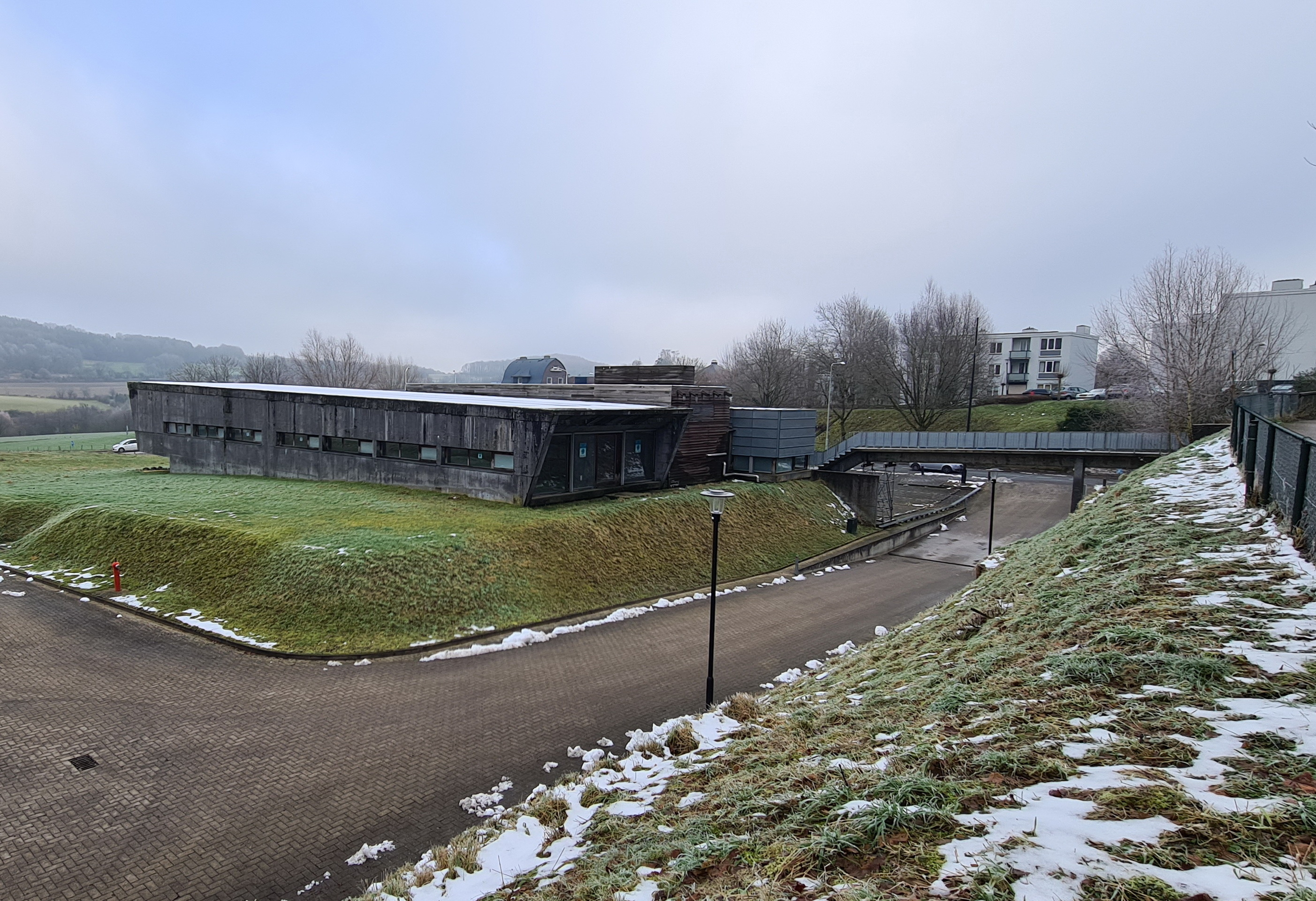
Westzijde met loopbrug